# A voluntad de Su Majestad
A voluntad de Su Majestad, a discreción de Su Majestad o a placer de Su Majestad (a veces abreviado como voluntad del Rey o, cuando el monarca reinante es una mujer a voluntad de la Reina) es un término jurídico que hace referencia a la duración indeterminada del servicio de ciertos funcionarios nombrados o a las condenas indeterminadas de algunos presos. Se basa en la proposición de que toda autoridad legítima para el gobierno proviene de la Corona. Originario del Reino Unido, ahora se usa en los reinos de la Commonwealth, Brunéi, Lesoto, Suazilandia y otras monarquías (como España, Omán y los Países Bajos). En los reinos donde el monarca está representado por un gobernador general, gobernador o administrador, la frase puede modificarse a voluntad del gobernador, ya que el gobernador general, gobernador, vicegobernador o administrador es el representante personal del rey en el país, estado o provincia.

## Ámbitos de uso

### Servicio a la Corona
Se dice que las personas nombradas por el soberano para servir a la Corona y que no tienen un límite de tiempo establecido para ocupar su cargo —por ejemplo, los gobernadores generales y los ministros de la Corona— ejercen sus funciones a voluntad de Su Majestad. En Canadá, los vicegobernadores provinciales son nombrados por el representante federal del monarca canadiense, el gobernador general, por lo que en la Ley Constitucional de 1867 se dice que ocupan el cargo «mientras que sea voluntad del Gobernador General». Del mismo modo, los ministros de Estado australianos, según la Ley Constitucional de la Commonwealth de Australia de 1900, son nombrados para ejercer sus funciones «durante el mandato (o voluntad) del Gobernador General».

### Encarcelamiento
El término se utiliza para describir la detención en prisión por tiempo indefinido; un juez puede dictaminar que una persona sea «detenida a discreción/voluntad de Su Majestad» por delitos graves o basándose en una defensa por demencia que haya prosperado. A veces se recurre a ella cuando existe un gran riesgo de reincidencia; sin embargo, se utiliza con mayor frecuencia para delincuentes juveniles, normalmente como sustituto de la cadena perpetua (que puede ser mucho más larga para los delincuentes más jóvenes). Por ejemplo, el artículo 90 de la Ley de Poderes de los Tribunales Penales (Sentencias) de 2000 del Reino Unido (que sólo se aplica en Inglaterra y Gales) establece: «Cuando una persona condenada por asesinato o cualquier otro delito cuya pena fijada por ley sea la cadena perpetua parezca al tribunal que era menor de 18 años en el momento de cometerse el delito, el tribunal deberá (no obstante lo dispuesto en esta o en cualquier otra ley) condenarla a permanecer detenida durante el tiempo que Su Majestad desee».
Los reclusos mantenidos a discreción de Su Majestad son revisados periódicamente para determinar si su condena puede considerarse cumplida; aunque tradicionalmente esta potestad correspondía al monarca, en la actualidad dichas revisiones las realizan en su lugar otras personas —el Secretario de Estado de Justicia en Inglaterra y Gales, por ejemplo—.También se fijan las penas mínimas, antes de las cuales el preso no puede ser puesto en libertad; en Inglaterra y Gales, originalmente las fijaba el ministro del Interior, pero desde el 30 de noviembre de 2000 las fija el juez de primera instancia. Las condenas de los presos suelen considerarse cumplidas cuando el órgano revisor está «convencido de que se ha producido un cambio significativo en la actitud y el comportamiento del delincuente».

### Derivados
En las repúblicas de la Commonwealth (como Botsuana, India, Kenia, Pakistán, Singapur y Sudáfrica) y otras repúblicas (como Brasil, Corea del Sur, Egipto, Finlandia, Francia, Islandia, Irlanda, Italia, México, Montenegro, Portugal y Serbia), el término utilizado es «durante el mandato del Presidente». 
En Hong Kong, tras la transferencia de su soberanía a China en 1997, el término se modificó a «a discreción del ejecutivo» (en chino: 等候行政長官的酌情決定). Posteriormente, el juez Michael Hartmann, en el casoYau Kwong Man v. Secretary for Security, consideró que esto era incompatible con la separación de poderes consagrada en la Ley Fundamental.
En Malasia, el término utilizado es «a discreción del Yang di-Pertuan Agong» a nivel federal y «a discreción del Sultán/Regidor/Gobernador» a nivel estatal. 
En Estados Unidos, Filipinas y Rusia, la norma equivalente para los nombramientos políticos se denomina «a voluntad del Presidente» (en ruso: по усмотрению президента, romanizado: po usmotreniyu prezidenta; en filipino: Sa kasiyahan ng Pangulo).